# Charlie Chan al museo delle cere
Charlie Chan al museo delle cere (Charlie Chan at the Wax Museum) è un film del 1940 diretto da Lynn Shores e basato sul personaggio di Charlie Chan, ispettore cinese della polizia di Honolulu, interpretato dall'attore Sidney Toler.

## Trama
Charlie Chan è a New York per il processo al killer Steve McBirney, condannato proprio grazie alle indagini del detective. Mentre viene condotto fuori dall'aula del tribunale, McBirney riesce ad evadere grazie alla complicità di Grenock, giurando vendetta a Charlie. McBirney si reca subito al museo delle cere, dal dottor Cream, un chirurgo plastico che collabora con i malviventi alterandone i volti e rendendoli irrintracciabili, e lo convince ad operarlo. 
Proprio al Museo delle Cere Chang viene attirato, con il pretesto di una discussione radiofonica con il criminologo Otto Von Brom, in merito ad un vecchio caso di cronaca nera sul quale i due hanno opinioni diverse. Mentre la trasmissione al Museum of Crime di Dr. Cream sta per iniziare, Chan rischia di essere fulminato mentre siede su una delle sedie attorno a un tavolo. Tuttavia, all'ultimo momento, cambia posto con il dottor von Brom,. All'improvviso, le luci si spengono e un piccolo fuoco scintilla dietro la sedia di von Brom che pochi istanti dopo, crolla morto sul tavolo. Il motivo della morte però non è l'elettricità, ma un dardo velenoso gli è stato soffiato da qualcuno seduto al tavolo.
Con il telefono fuori uso, non è possibile avvertire la polizia e così Chan si mette ad indagare in prima persona. Con l'aiuto di suo figlio Jimmy scopre una botola che conduce nei sotterranei del museo, dove scopre la nascosta sala operatoria del Dottor Cream. Gli indizi dimostrano chiaramente che McBirney è stato in quel luogo di recente. Chan rileva anche che il metodo utilizzato per uccidere il Dottor von Brom porta senza dubbio a "Butcher" Dagan, l'ex socio ritenuto morto di McBirney.
Dagan, che ha anch'esso cambiato i tratti del viso grazie al dottor Cream, uccide McBirney e tenta di uccidere con un coltello lo stesso Chan. Ma l'ispettore O'Matthews arriva sulla scena con i suoi uomini, e usando un trucco prestabilito, Chan smaschera il giornalista dell'emittente radiofonica Tom Agnew come "Butcher" Dagan.

## Produzione
Il film venne girato il 6 Settembre 1940 nella città di Los Angeles negli studi della 20th Century Fox Studios.